# Curimopsis japonica
Curimopsis japonica is een keversoort uit de familie pilkevers (Byrrhidae). De wetenschappelijke naam van de soort is voor het eerst geldig gepubliceerd in 1965 door Arnol'di.